# バロー川
座標: 北緯52度14分 西経6度58分 / 北緯52.233度 西経6.967度
バロー川(アイルランド語: An Bhearú、英語: River Barrow)はアイルランドの川。
支流のシュア川・ノー川と併せスリー・シスターズ（三姉妹）と呼ばれる。全長は192kmに及び、スリー・シスターズの中では最も長く、島内でもシャノン川に次ぎ二番目に長い。ノー川が河口の20km強手前で合流するまでの流域面積は3067km2である。同様に、ノー川と合流するまでの長期平均流量は37.4m3/s、また、シュア川と併せるとその流域面積は5500km2であり、流量は80m3/秒を超える。

## 流域
リーシュ県・スリーヴブルーム山脈の Glenbarrow を水源とするバロー川はポーターリントン、モナスタレヴァン、アサイ、カーロウ、Muine Bheag、Goresbridge、Graiguenamanagh、ニュー・ロスなどのタウンを貫流し、ウォーターフォード湾を超えて海に流れ込む。流域は肥沃な農業地帯として知られる。
バロー川によって、右岸に当たるキルケニー県及びウォーターフォード県、左岸に当たるカーロウ県及びウェックスフォード県の間には、自然による境界線が成立している。